# Maria Anna Donati
Maria Anna Donati, cuyo nombre religioso era Celestina de la Madre de Dios, también conocida como Celestina Donati (Marradi, 26 de octubre de 1848 – Florencia, 18 de marzo de 1925), fue una religiosa italiana fundadora de las Hijas Pobres de San José de Calasanz, beatificada en el 2008.

## Biografía
Hija de un magistrado del Gran Ducado de Toscana, en su juventud paso un periodo en el monasterio de Vallombrosa, pero la oposición de su padre le impedía abrazar la vida religiosa.
Se puso bajo la dirección espiritual del sacerdote escolapio Celestino Zini, e inspirado por él decidió abrir una escuela femenina para muchachas.
En 1889 fundó en Florencia una congregación femenina para la educación de las muchachas, especialmente las más pobres, las abandonadas y las hijas de los encarcelados: A partir de ese momento adoptó el nombre religioso de Celestina, en honor a su padre espiritual.
Murió en Florencia en el año 1925.

## Culto
Su causa de canonización fue introducida en 1982: declarada venerable en 1998, fue proclamada  beata per decreto del papa Benedicto XVI el 30 de marzo de 2008.
Su memoria litúrgica se recuerda el 18 de marzo.